# Acelerômetro PIGA
Um acelerômetro PIGA (Pendulous Integrating Gyroscopic Accelerometer) é um tipo de acelerômetro que pode medir a aceleração e simultaneamente integrar essa aceleração contra o tempo para produzir uma medida de velocidade também. O principal uso do PIGA é em Sistemas de Navegação Inercial (INS) para orientação de aeronaves e mais particularmente para orientação de mísseis balísticos. Ele é valorizado por sua sensibilidade e precisão extremamente altas em conjunto com a operação em uma ampla faixa de aceleração. O PIGA ainda é considerado o principal instrumento para orientação de mísseis de nível estratégico, embora os sistemas baseados na tecnologia MEMS sejam atraentes para requisitos de desempenho mais baixos.